# 2010年亚洲残疾人运动会印度代表团
2010年亚洲残疾人运动会印度代表团派出了101名运动员参赛，其中男选手86名，女选手15名。
奖牌榜：
| 名次 | 代表团 | 金牌 | 银牌 | 铜牌 | 总数 |
| ---- | ------ | ---- | ---- | ---- | ---- |
| 15   | 印度   | 1    | 4    | 9    | 14   |

## 奖牌获得者

### 金牌
1. 贾格西尔·辛格：田径 - 男子三级跳远 - F46

### 银牌
1. 贾格西尔·辛格：田径 - 男子跳远 - F46
2. 桑迪普·辛格·马安：田径 - 男子400米 - T46
3. 阿米特·库马特：田径 - 男子铁饼 - F51/52/53
4. Ramkiaran辛格：田径 - 男子800米 - T13

### 铜牌
1. 法尔曼·巴沙：举重 - 男子 48 公斤级
2. 努尔丁·沙伊克·达乌德：轮椅击剑 -  男子个人佩剑B级
3. 巴尔万·辛格：田径 - 男子100米 - T42
4. 迪帕·马利克：田径 - 女子标枪 - F33/34/52/53
5. 普拉桑塔·卡马卡尔：游泳 - 男子50米自由泳 - S9
6. 沙拉特·加亚克瓦德：游泳 - 男子100米蛙泳 - SB8
7. 拉格文德拉·阿纳韦卡尔：游泳 - 男子200米个人混合泳 -SM6
8. 普拉桑塔·卡马卡尔：游泳 - 男子200米个人混合泳 -SM9
9. 帕鲁尔·达尔苏克巴·帕马：羽毛球 - 女子单打站立三级